# SpywareBlaster
SpywareBlaster — программа-антишпион от корпорации Javacool Software, действующая про принципу killbit для определения вредоносных программ на основе ActiveX.

## Функции
SpywareBlaster создан в основном для выявления и блокировки шпионских и рекламных программ, но также способен выявлять другое вредоносное ПО.SpywareBlaster помещает в чёрный список CLSID вредоносные программы, то есть они сохраняются в базе данных, этот тип сканирования отличается от других антишпионов тем, что пользователь может «посмотреть» оперативную память и/или жёсткий диск. И SpywareBlaster удалит вредоносное ПО, после его установки.
Он также позволяет предотвратить другие опасности, такие как cookie. Другая не маловажная особенность — ограничить действия определённых web-сайтов, которые могут содержать рекламу или шпионское ПО.
Браузеры поддерживающие эту функцию:
- Internet Explorer
- Netscape Navigator
- Mozilla Firefox
- Seamonkey
- Flock

## Лицензия
На данный момент SpywareBlaster имеет статус свободного ПО для личного пользования. Но есть платная версия с функцией AutoUpdate, позволяющая автоматически устанавливать новое обновление. Эта функция не включена в бесплатную версию, так как является широко используемой. Но пользователь может устанавливать обновления сам, но вручную.